# دنیس مککن
دنیس مککن (انگلیسی: Denis Maccan؛ زادهٔ ۱۹ مهٔ ۱۹۸۴) بازیکن فوتبال اهل ایتالیا است.
از باشگاه‌هایی که در آن بازی کرده‌است می‌توان به باشگاه فوتبال پروجا، باشگاه فوتبال ونتزیا، باشگاه فوتبال برشا، باشگاه فوتبال یو. اس. پرگولیتزه، باشگاه فوتبال آ. ث. لومتزانه، و باشگاه فوتبال اتلتیکو آرتزو اشاره کرد.